# Арнаполина, Елена Кальмановна
Елена Кальмановна Арнаполина (род. 21 января 1945 год, Биробиджан, Еврейская автономная область) — передовик производства, швея-мотористка Биробиджанской чулочно-трикотажной фабрики Министерства текстильной промышленности РСФСР. Герой Социалистического Труда (1983).

## Биография
Родилась 21 января 1945 года в рабочей семье в Биробиджане. Работала швеёй-мотористкой на Биробиджанской трикотажной фабрике и с 1967 года — на Биробиджанской чулочно-трикотажной фабрике. Во время 9-й пятилетки приняла личные социалистические обязательства, которые выполнила за два с половиной года. Во время 10-й пятилетки выполнила 12 годовых планов. Досрочно завершила 11-ю пятилетку. В 1983 году была удостоена звания Героя Социалистического Труда за «выдающиеся производственные достижения и большой личный вклад в выполнении заданий одиннадцатой пятилетки».
После выхода на пенсию проживала в Биробиджане. В 2000 году выехала в Израиль, где проживает в настоящее время в городе Нацрат-Иллит.

## Награды
- Герой Социалистического Труда — указом Президиума Верховного Совета СССР от 2 августа 1983 года
- Орден Ленина
- Орден Трудового Красного Знамени (1977)
- Орден «Знак Почёта»